# Matrimoni a sorpresa
Matrimoni a sorpresa (We're Not Married!) è un film del 1952 diretto da Edmund Goulding.

## Trama
Due novelli sposi vogliono divorziare e controllando scoprono che il matrimonio contratto tempo prima non è valido in quanto il cerimoniante, giudice di pace, non aveva ancora la carica necessaria. 
Questo vale anche per altri sei matrimoni. Gli interessati vengono avvertiti ma tutti approfitteranno dell'equivoco per risolvere le crisi che già erano evidenti, prima di tornare a celebrare le loro nozze, con l'eccezione dei Melrose, la cui moglie voleva ricattare il marito.
Questa è una poco fortunata notizia per un soldato alle prese con una moglie incinta e con la partenza al fronte che non può rimandare, ma il tutto si risolverà celebrando nuovamente le loro nozze.

## Produzione
Prodotto dalla Twentieth Century Fox Film Corporation.

## Accoglienza

### Critica
A volte divertente, una commedia senza pretese e con una buona recitazione da parte degli interpreti.